# Macronemurus ianthe
Macronemurus ianthe är en insektsart som beskrevs av Banks 1911. Macronemurus ianthe ingår i släktet Macronemurus och familjen myrlejonsländor. Inga underarter finns listade i Catalogue of Life.